# Târnova, Caraș-Severin
Târnova là một xã thuộc hạt Caraș-Severin, România. Dân số thời điểm năm 2002 là 1910 người.